# Agostino Bugiardini

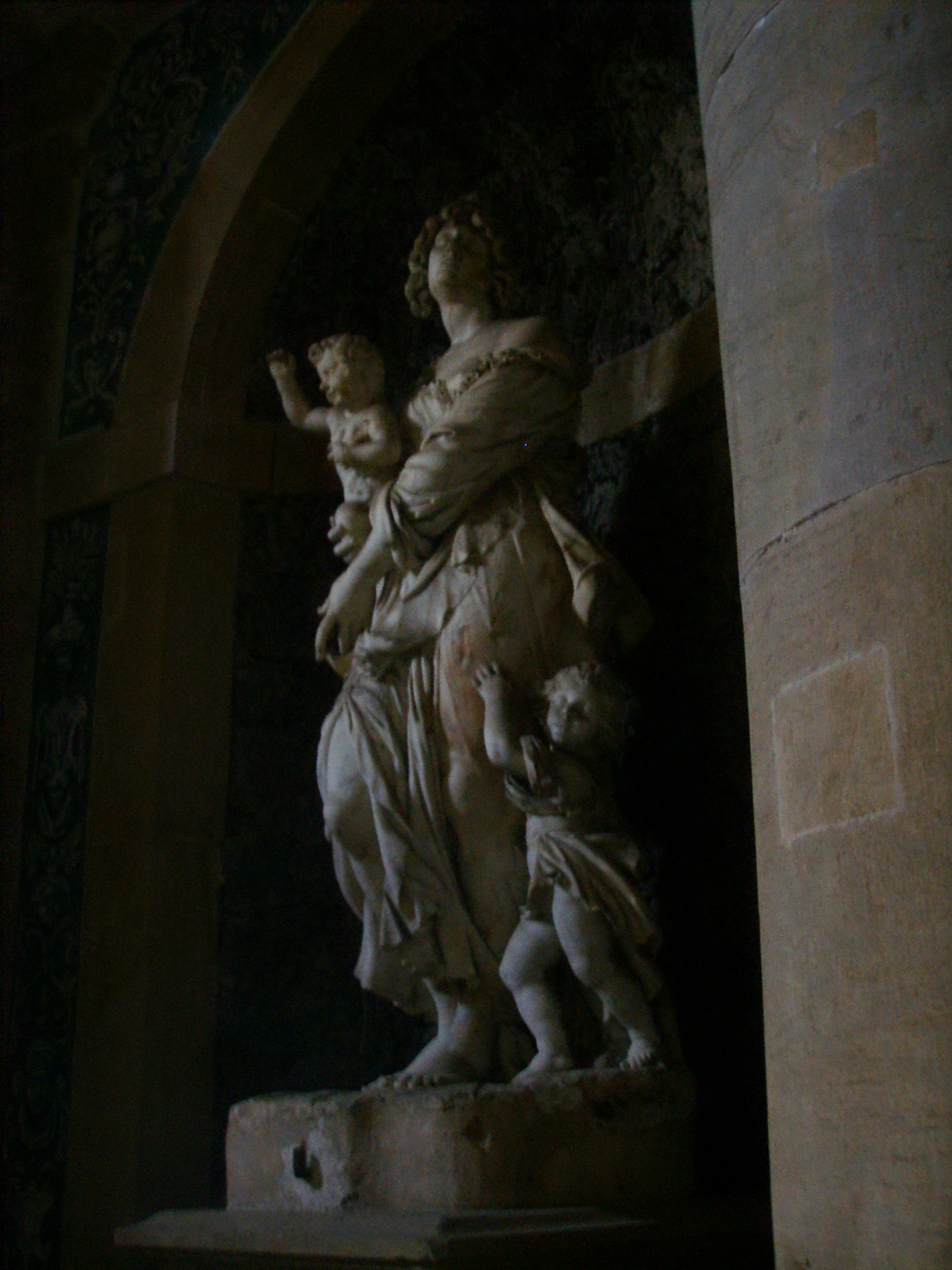
Caritas, Palazzo Pitti

Agostino Bugiardini (* ca. 1590 in Florenz; † 1623 ebendort) war ein italienischer Bildhauer.

## Leben
Agostino Bugiardini, auch bekannt als Agostino Ubaldino, wurde wahrscheinlich Ende des 16. Jahrhunderts in Florenz geboren. Da er sich für die Kunst interessierte, brachte ihn sein Vater in der Werkstatt eines der führenden Bildhauer von Florenz unter: Giovanni Caccini. Er und sein Mitschüler Gherardo Silvani wurden von ihrem Meister zunächst für das Ziborium des Hochaltars in der Kirche Santo Spirito in Florenz eingesetzt. In der Folgezeit widmete sich Silvani fast ausschließlich der Architektur. Die beiden jungen Bildhauer erhielten den Auftrag, vier Putten (je zwei) zu meißeln. Bugiardini arbeitete dann mit Antonio Novelli zusammen, da sie beide aus Caccinis Werkstatt kamen. Im zweiten Kreuzgang der Kirche Santissima Annunziata schuf er mit der unermüdlichen Hilfe von Novelli eine Statue der Religion. Eine der wichtigsten Statuen des florentinischen Bildhauers war die der Nächstenliebe in der Mosesgrotte im Palazzo Pitti.

### Tod
Es gibt eine Legende über den Tod des Bildhauers, die auf einen Schabernack zurückzuführen ist. Bei einem Bankett auf dem Lande in der Nähe von Impruneta zwangen Agostinos Freunde den Bildhauer scherzhaft, eine Katze statt eines Hasen zu essen. Der angewiderte Bugiardini ging krank nach Hause und starb nach acht Tagen.

“Trotz dieses Vorfalls setzte er seine Reise fort. Er kam zu Hause an, und nach acht Tagen fand er sich aufgrund des Streiches pflichtbewusst unter denen der anderen Welt wieder.”